# Little Hippies
Little Hippies（リトル・ヒッピーズ）はa.miaが2006年に新しく結成したバンドである。2007年ユニバーサルJよりデビュー。

## メンバー
- a.mia（ボーカル）
- 櫻井大介（ピアノ）
- 春やん（ギター）
- マーくん（コーラス）
- Mitzza（コーラス）

## ディスコグラフィー

### アルバム
1. TABI-BAN（2007年3月21日）
  1. pink noise babies -midnight Girl's Show- with BENNIE K
  2. 江ノ島drivin'
  3. ハイサイbaby
  4. Gonna Be Alright
  5. Interlude -quiet time-
  6. cherry blossom
  7. Mary
  8. HOT! HOT! HOT!
  9. ジブンラシサ

### 参加作品
1. BENNIE K「ザ・ベニーケー・ショウ～on the floor編～」（ 2006年8月2日 ）
5.Pink noise babies / with a.mia（Little Hippies）